# 德尔菲娜·德尔吕
德尔菲娜·德尔吕（法語：Delphine Delrue，1998年11月6日—），法國女子羽毛球運動員。

## 簡歷

### 2014年
2014年8月，德尔菲娜·德尔吕与维莱恩·福尔曼出战保加利亞羽毛球公開賽，在女双準決賽以0比3（4-11、2-11、6-11）不敌赛会2号种子、保加利亚强档的佩蒂娅·内德尔奇娃/迪米特丽亚·博普斯托伊科娃。同年12月，她与Lole Courtois出战土耳其羽毛球國際賽，在女双準决赛以1比2（21-11、12-21、18-21）不敌赛会2号种子、土耳其强档的奥兹格·巴伊拉克/内斯里汉·伊吉特。

### 2015年
2015年1月，德尔菲娜·德尔吕与安妮·特兰出战愛沙尼亞羽毛球國際賽，在女双準决赛以1比2（21-14、16-21、14-21）不敌赛会头号种子、俄罗斯强档的维多利亚·德尔根诺娃/奥尔佳·莫罗佐娃。同年3月，她代表法国参加波蘭盧賓举办的歐洲青年羽毛球錦標賽，助法国队赢得混合團體季军。

### 2016年
2016年3月，德尔菲娜·德尔吕与托馬斯·瓦茲出战葡萄牙羽毛球國際賽，在混双準决赛以0比2（15-21、14-21）不敌越南强档的杜俊德/范茹草。同期3月，她与莉亚·巴莱尔莫出戰奧爾良國際挑戰賽，在女双决赛以0比2（19-21、8-21）不敌赛会头号种子、英格兰强档的希瑟·奥利弗/勞倫·史密斯，赢得亚军。同年10月，她分别与薇玛拉·埃里奥以及汤姆·吉凯尔出战瑞士羽毛球國際賽，在女双準决赛以0比2（17-21、15-21）不敌赛会头号种子、马来西亚强档的阿米莉亚·艾丽西娅·安瑟利/張湄鑫；而混双决赛以1比2（17-21、21-10、19-21）不敌赛会头号种子、瑞士强档的奥利弗·沙勒/赛琳·伯卡特，赢得亚军。

### 2017年
2017年1月， 德尔菲娜·德尔吕分别与莉亚·巴莱尔莫以及汤姆·吉凯尔出战愛沙尼亞羽毛球國際賽，在女双决赛以0比2（12-21、16-21）不敌赛会头号种子、保加利亚强档的玛丽亚·米特索娃/佩蒂娅·内德尔奇娃，赢得亚军；而混双準决赛以1比2（17-21、21-18、18-21）不敌俄罗斯强档的罗季翁·阿利莫夫/艾莉娜·达夫列托娃。同期1月，她分别与莉亚·巴莱尔莫以及汤姆·吉凯尔出战瑞典羽毛球國際賽，在女双準决赛以0比2（15-21、19-21）不敌赛会头号种子、瑞典强档的克拉拉·尼斯塔特/埃玛·文贝里；而混双準决赛以0比2（13-21、11-21）不敌丹麦强档的马蒂亚斯·贝尔-斯密特/亚历山德拉·博尔。同年3月，她分别与薇玛拉·埃里奥以及汤姆·吉凯尔出战葡萄牙羽毛球國際賽，在女双準决赛以1比2（21-23、21-12、19-21）不敌丹麦强档的埃米莉·尤尔·摩勒/麦尔·苏罗；而混双决赛以1比2（21-19、19-21、12-21）不敌赛会3号种子、芬兰强档的安东·凯斯提/珍妮·奈斯特伦，赢得亚军。同期3月，她分别与莉亚·巴莱尔莫以及汤姆·吉凯尔出战奧爾良羽毛球國際挑戰賽，在女双决赛以1比2（14-21、21-17、12-21）不敌日本强档的久後明日美/橫山惠，赢得亚军；而混双準决赛以0比2（14-21、15-21）不敌赛会3号种子、中华台北强档的張課琦/張莘恬。同年4月，她代表法国参加本国举办的歐洲青年羽毛球錦標賽，助法国队赢得混合團體冠军。同年7月，她与莉亞·巴萊爾莫出战白夜羽毛球賽，在女双决赛以0比2（8-21、15-21）不敌赛会头号种子、俄罗斯强档的安娜斯塔西亞·切爾維亞科娃/奧爾佳·莫羅佐娃，赢得亚军。同年8月，她參加苏格兰格拉斯哥舉行的世界羽毛球錦標賽，她和汤姆·吉凯尔出戰混合双打項目。首圈以1比2 （21-15、19-21、11-21）不敌德国组合的拉斐尔·贝克/卡拉·尼尔特，48强止步。同年9月，她与莉亞·巴萊爾莫出战比利時羽毛球國際賽，在女双準决赛以1比2（19-21、21-12、16-21）不敌荷兰强档的塞莱娜·皮克/谢丽尔·塞尔宁。

### 2018年
2018年1月， 德尔菲娜·德尔吕与汤姆·吉凯尔出战愛沙尼亞羽毛球國際賽，在混双準决赛以0比2（16-21、23-25）不敌德国强档的彼得·卡斯巴尔/奥尔佳·科农。同期1月，她与汤姆·吉凯尔出战瑞典羽毛球公開賽，在混双决赛以2比0（21-16、21-10）击败了赛会2号种子、丹麦强档的克里斯托弗·克努森/伊莎贝拉·尼尔森，赢得成年组赛事冠军，亦是她首个國際系列賽混双冠军。同年3月，她与莉亚·巴莱尔莫出战奧爾良羽毛球大師賽，在女双决赛以0比2（8-21、14-21）不敌赛会头号种子、保加利亚强档的加夫列拉·斯托伊娃/斯蒂法尼·斯托伊娃，赢得亚军。同年4月，她与湯姆·吉凱爾出战荷蘭羽毛球國際賽，在混双决赛以2比0（21-17、21-14）击败了丹麦强档的马蒂亚斯·蒂里/伊丽莎·梅尔高，赢得本赛季第二个國際系列賽混双冠军。同年6月，她与莉亞·巴萊爾莫出战西班牙羽毛球國際賽，在女双决赛以2比0（21-6、21-12）击败了赛会4号种子、乌克兰强档的玛丽娜·伊莱恩斯卡亚/耶利萨芙塔·扎尔卡，赢得成年组赛事冠军，亦是她首个國際挑戰賽女双冠军。同期6月，她代表法国参加西班牙加泰罗尼亚塔拉戈纳举办的地中海運動會羽毛球比賽，她与搭档莉亞·巴萊爾莫首次赢得地中海女子双打金牌。同年9月，她分别与莉亞·巴萊爾莫以及湯姆·吉凱爾出战比利時羽毛球國際賽，在女双决赛以2比0（21-19、21-14）击败了日本强档的藤井瑞希/小野菜保，赢得本赛季第二个國際挑戰賽女双冠军；而混双準决赛以0比2（15-21、17-21）不敌苏格兰强档的亚当·霍尔/茱莉·麦克弗森。同年10月，她与湯姆·吉凱爾出战荷蘭羽毛球公開賽，在混双决赛以0比2（15-21、15-21）不敌赛会头号种子、英格兰强档的马库斯·埃利斯/劳伦·史密斯，赢得亚军。

## 主要比賽成績
只列出曾進入準決賽的國際賽事成績：
| 年份   | 賽事                       | 公開賽級別 | 項目     | 拍檔          | 成績   |
| ------ | -------------------------- | ---------- | -------- | ------------- | ------ |
| 2014年 | 保加利亞羽毛球公開賽       | 國際系列賽 | 女子雙打 | 维莱恩·福尔曼 | 準決賽 |
| 2014年 | 土耳其羽毛球國際賽         | 國際系列賽 | 女子雙打 | Lole Courtois | 準決賽 |
| 2015年 | 愛沙尼亞羽毛球國際賽       | 國際系列賽 | 女子雙打 | 安妮·特兰     | 準決賽 |
| 2015年 | 歐洲青年羽毛球錦標賽       | 其他       | 混合團體 | －            | 季軍   |
| 2016年 | 葡萄牙羽毛球國際賽         | 國際系列賽 | 混合雙打 | 托馬斯·瓦茲   | 準決賽 |
| 2016年 | 奧爾良羽毛球國際挑戰賽     | 國際挑戰賽 | 女子雙打 | 莉亚·巴莱尔莫 | 亞軍   |
| 2016年 | 瑞士羽毛球國際賽           | 國際系列賽 | 女子雙打 | 薇玛拉·埃里奥 | 準決賽 |
| 2016年 | 瑞士羽毛球國際賽           | 國際系列賽 | 混合雙打 | 汤姆·吉凯尔   | 亞軍   |
| 2017年 | 愛沙尼亞羽毛球國際賽       | 國際系列賽 | 女子雙打 | 莉亚·巴莱尔莫 | 亞軍   |
| 2017年 | 愛沙尼亞羽毛球國際賽       | 國際系列賽 | 混合雙打 | 汤姆·吉凯尔   | 準決賽 |
| 2017年 | 瑞典羽毛球國際賽           | 國際系列賽 | 女子雙打 | 莉亚·巴莱尔莫 | 準決賽 |
| 2017年 | 瑞典羽毛球國際賽           | 國際系列賽 | 混合雙打 | 汤姆·吉凯尔   | 準決賽 |
| 2017年 | 葡萄牙羽毛球國際賽         | 國際系列賽 | 女子雙打 | 薇玛拉·埃里奥 | 準決賽 |
| 2017年 | 葡萄牙羽毛球國際賽         | 國際系列賽 | 混合雙打 | 汤姆·吉凯尔   | 亞軍   |
| 2017年 | 奧爾良羽毛球國際挑戰賽     | 國際挑戰賽 | 女子雙打 | 莉亚·巴莱尔莫 | 亞軍   |
| 2017年 | 奧爾良羽毛球國際挑戰賽     | 國際挑戰賽 | 混合雙打 | 汤姆·吉凯尔   | 準決賽 |
| 2017年 | 歐洲青年羽毛球錦標賽       | 其他       | 混合團體 | －            | 冠軍   |
| 2017年 | 白夜羽毛球賽               | 國際挑戰賽 | 女子雙打 | 莉亞·巴萊爾莫 | 亞軍   |
| 2017年 | 比利時羽毛球國際賽         | 國際挑戰賽 | 女子雙打 | 莉亞·巴萊爾莫 | 準決賽 |
| 2018年 | 愛沙尼亞羽毛球國際賽       | 國際系列賽 | 混合雙打 | 汤姆·吉凯尔   | 準決賽 |
| 2018年 | 瑞典羽毛球公開賽           | 國際系列賽 | 混合雙打 | 汤姆·吉凯尔   | 冠軍   |
| 2018年 | 奧爾良羽毛球大師賽         | 超級100賽  | 女子雙打 | 莉亚·巴莱尔莫 | 亞軍   |
| 2018年 | 荷蘭羽毛球國際賽           | 國際系列賽 | 混合雙打 | 湯姆·吉凱爾   | 冠軍   |
| 2018年 | 西班牙羽毛球國際賽         | 國際挑戰賽 | 女子雙打 | 莉亞·巴萊爾莫 | 冠軍   |
| 2018年 | 地中海運動會羽毛球比賽     | 其他       | 女子雙打 | 莉亞·巴萊爾莫 | 金牌   |
| 2018年 | 比利時羽毛球國際賽         | 國際挑戰賽 | 女子雙打 | 莉亞·巴萊爾莫 | 冠軍   |
| 2018年 | 比利時羽毛球國際賽         | 國際挑戰賽 | 混合雙打 | 湯姆·吉凱爾   | 準決賽 |
| 2018年 | 荷蘭羽毛球公開賽           | 超級100賽  | 混合雙打 | 湯姆·吉凱爾   | 亞軍   |
| 2018年 | 蘇格蘭羽毛球公開賽         | 超級100賽  | 女子雙打 | 莉亞·巴萊爾莫 | 準決賽 |
| 2019年 | 奧爾良羽毛球大師賽         | 超級100賽  | 混合雙打 | 汤姆·吉凯尔   | 冠軍   |
| 2019年 | 波蘭羽毛球公開賽           | 國際挑戰賽 | 混合雙打 | 湯姆·吉凱爾   | 亞軍   |
| 2019年 | 丹麥羽毛球國際賽           | 國際挑戰賽 | 混合雙打 | 湯姆·吉凱爾   | 亞軍   |
| 2019年 | 阿塞拜疆羽毛球國際賽       | 國際挑戰賽 | 女子雙打 | 莉亚·巴莱尔莫 | 準決賽 |
| 2019年 | 阿塞拜疆羽毛球國際賽       | 國際挑戰賽 | 混合雙打 | 湯姆·吉凱爾   | 冠軍   |
| 2019年 | 西班牙羽毛球國際賽         | 國際挑戰賽 | 女子雙打 | 莉亚·巴莱尔莫 | 準決賽 |
| 2019年 | 歐洲運動會羽毛球比賽       | 其他       | 混合雙打 | 湯姆·吉凱爾   | 銅牌   |
| 2019年 | 加拿大羽毛球公開賽         | 超級100賽  | 混合雙打 | 湯姆·吉凱爾   | 準決賽 |
| 2019年 | 美國羽毛球公開賽           | 超級300賽  | 混合雙打 | 湯姆·吉凱爾   | 亞軍   |
| 2019年 | 愛爾蘭羽毛球公開賽         | 國際挑戰賽 | 女子雙打 | 莉亞·巴萊爾莫 | 亞軍   |
| 2019年 | 愛爾蘭羽毛球公開賽         | 國際挑戰賽 | 混合雙打 | 湯姆·吉凱爾   | 準決賽 |
| 2019年 | 賽義德·莫迪羽毛球國際賽    | 超級300賽  | 混合雙打 | 湯姆·吉凱爾   | 準決賽 |
| 2020年 | 印度尼西亞羽毛球大師賽     | 超級500賽  | 混合雙打 | 汤姆·吉凯尔   | 準決賽 |
| 2020年 | 歐洲羽毛球男女子團體錦標賽 | 其他       | 女子團體 | －            | 季軍   |
| 2020年 | 西班牙羽毛球大師賽         | 超級300賽  | 混合雙打 | 汤姆·吉凯尔   | 亞軍   |
| 2020年 | YONEX泰國羽毛球公開賽      | 超級1000賽 | 混合雙打 | 汤姆·吉凯尔   | 準決賽 |
| 2020年 | 世界羽聯世界巡迴賽總決賽   | 總決賽     | 混合雙打 | 汤姆·吉凯尔   | 準決賽 |
| 2021年 | 歐洲羽毛球混合團體錦標賽   | 其他       | 混合團體 | －            | 亞軍   |
| 2021年 | 瑞士羽毛球公開賽           | 超級300賽  | 混合雙打 | 汤姆·吉凯尔   | 冠軍   |
| 2022年 | 歐洲羽毛球錦標賽           | 其他       | 混合雙打 | 汤姆·吉凯尔   | 亞軍   |
| 2022年 | 印尼羽毛球大師賽           | 超級500賽  | 混合雙打 | 汤姆·吉凯尔   | 亞軍   |
| 2022年 | 海洛羽毛球公開賽           | 超級300賽  | 混合雙打 | 汤姆·吉凯尔   | 準決賽 |
| 2023年 | 印尼羽毛球大師賽           | 超級500賽  | 混合雙打 | 汤姆·吉凯尔   | 半决赛 |
| 2023年 | 歐洲羽毛球混合團體錦標賽   | 其他       | 混合團體 | －            | 亞軍   |
| 2023年 | 歐洲運動會羽毛球比賽       | 其他       | 混合雙打 | 汤姆·吉凯尔   | 銀牌   |
| 2023年 | 中國羽毛球公開賽           | 超級1000賽 | 混合雙打 | 汤姆·吉凯尔   | 亞軍   |
| 2024年 | 歐洲羽毛球男女子團體錦標賽 | 其他       | 女子團體 | －            | 季軍   |
| 2024年 | 西班牙馬德里羽毛球大師賽   | 超級300賽  | 混合雙打 | 湯姆·吉凱爾   | 準決賽 |
| 2024年 | 歐洲羽毛球錦標賽           | 其他       | 混合雙打 | 湯姆·吉凱爾   | 冠軍   |
| 2024年 | 海洛羽毛球公開賽           | 超級300賽  | 混合雙打 | 汤姆·吉凯尔   | 準決賽 |
| 2024年 | 日本熊本羽毛球大師賽       | 超級500賽  | 混合雙打 | 汤姆·吉凯尔   | 亞軍   |
| 2025年 | 印度羽毛球公開賽           | 超級750賽  | 混合雙打 | 湯姆·吉凱爾   | 亞軍   |
| 2025年 | 歐洲羽毛球混合團體錦標賽   | 其他       | 混合團體 | －            | 亞軍   |
| 2025年 | 歐洲羽毛球錦標賽           | 其他       | 混合雙打 | 湯姆·吉凱爾   | 亞軍   |
| 2025年 | 印尼羽毛球公開賽           | 超級1000賽 | 混合雙打 | 湯姆·吉凱爾   | 冠軍   |

| 2007-2017年 | 首要超級賽 | 超級賽 | 黃金大獎賽 | 大獎賽 | 國際挑戰賽 | 國際系列賽 | 未來系列賽 | 其他 |

| 2018-2026年 | 總決賽 | 超級1000賽 | 超級750賽 | 超級500賽 | 超級300賽 | 超級100賽 | 國際挑戰賽 | 國際系列賽 | 未來系列賽 | 其他 |

### 奧運會和世錦賽參賽紀錄
|          | 搭檔          | 2017 | 2018 | 2019 | 2020       | 2021  | 2022 | 2023 | 2024       |
| -------- | ------------- | ---- | ---- | ---- | ---------- | ----- | ---- | ---- | ---------- |
| 女子雙打 | 莉亚·巴莱尔莫 | 64強 | 64強 | 32強 | －         | 64強1 | －   | －   | －         |
|          |               |      |      |      |            |       |      |      |            |
| 混合雙打 | 汤姆·吉凯尔   | 64強 | 32強 | 32強 | 小組第三名 | 16強  | 16強 | 16強 | 小組第三名 |

1 賽前退賽